# Oratorio della Compagnia della Santissima Trinità (Siena)
L'oratorio della compagnia della Santissima Trinità è una chiesa di Siena in via Val di Montone, proprietà dell'omonima confraternita e utilizzata come oratorio dalla Contrada di Valdimontone.

## Storia e descrizione
L'aspetto attuale dell'oratorio, di origine trecentesca, si deve al rifacimento intrapreso a partire dall'inizio del Cinquecento, precisamente nel 1509, e protrattosi per quasi due secoli. Vero gioiello dell'arte senese di quel periodo, si presenta come una straordinaria fusione di pittura e scultura tardocinquecenteseche e seicentesche.
Sull'altare maggiore, decorato con stucchi di Lorenzo Rustici, sono collocati il Crocifisso in bronzo di Prospero Antichi detto il Bresciano (1575) e la tela dei Dolenti di Alessandro Casolani (1587) a fare da sfondo al crocifisso. Sotto di essi è presente la Madonna del Buon Consiglio, opera anonima del XVIII secolo. Ai lati dell'altare troviamo, entro nicchie, le statue in marmo del Redentore e di Re David dello scultore milanese Ambrogio Buonvicino (1579-1580). Sopra di esse le tele di Ventura Salimbeni raffiguranti la Missione conferita da Gesù agli Apostoli di predicare il Vangelo e il Roveto di Mosè (a cavallo tra il Cinquecento e Seicento).
Del Salimbeni sono pure i cinque quadretti sulla volta dell'altare raffiguranti Scene del Vecchio e Nuovo Testamento, mentre i due quadretti laterali di fianco all'altare sono di Astolfo Petrazzi. Da segnalare infine le due statue ai lati della finestra rettangolare di Giuseppe Mazzuoli.
Sulle lunette e sulla volta, tra stucchi plasmati da Prospero Antichi e da Lorenzo Rustici, sono gli affreschi con il Paradiso negli otto spicchi della volta e Scene dell'Apocalisse nelle sei lunette, quasi tutte opere di Ventura Salimbeni, risalenti ancora alla fine del Cinquecento ed inizio del Seicento. Fanno eccezione la prima lunetta a sinistra, che è di Alessandro Casolani (1600-1601), e quella sopra l'altare, che è di Giuseppe Nicola Nasini ed è molto più tarda, datata al 1696.
Le cinque grandi tele che ornano le pareti laterali e la controfacciata al di sotto delle rispettive lunette si devono ad interventi successivi, che ben si integrano con il tono luminoso della chiesa: quello ormai barocco di Raffaello Vanni, con la Vittoria di Clodoveo su Alarico II sulla controfacciata (1652) e quello ancor più tardo alle pareti di Giuseppe Nicola Nasini, con episodi legati alla Trinità (1696).